# Bugadur, Pavagada
Bugadur là một làng thuộc tehsil Pavagada, huyện Tumkur, bang Karnataka, Ấn Độ.